# Näsinge distrikt
Näsinge distrikt är ett distrikt i Strömstads kommun och Västra Götalands län. 
Distriktet ligger nordost om Strömstad.

## Tidigare administrativ tillhörighet
Distriktet inrättades 2016 och utgörs av en del av området Strömstads stad omfattade till 1971, delen som före 1967 utgjorde Näsinge socken.
Området motsvarar den omfattning Näsinge församling hade vid årsskiftet 1999/2000.